# Mariano Salmerón López
Mariano Salmerón López va ésser batlle d'Arenys de Mar entre 1972 i 1979.
També fou comptable i cap de personal de Destil·leries Mollfulleda, S.A. (identificables durant molts anys amb el licor Calisay).
Milità en la Federació de Joves Cristians (abans de la Guerra Civil) i després en l'Acció Catòlica. Paral·lelament ho feu també en el Frente de Juventudes. Identificat amb FET-JONS, fou conseller local del Movimiento Nacional i lloctinent de la Guàrdia de Franco.
Dins la CNS presidí la secció local d'Industrias Varias. Fou regidor pel terç sindical el període 1955-1961 sense arribar a ocupar cap tinència d'alcaldia.
Fou elegit batlle en tant que falangista moderat (tal com deia l'informe del servei d'informació del Govern Civil: "si bien procede de FET y de las JONS, ha sabido evolucionar" (5-III-1972).
En la transició optà finalment per la retirada després de ser objecte dels atacs de l'oposició, especialment centrats en qüestions urbanístiques.